# Comté de Routt
Pour les articles homonymes, voir Routt.
Le comté de Routt est un comté du Colorado. Son chef-lieu est Steamboat Springs. Les autres municipalités du comté sont Hayden, Oak Creek et Yampa.
Le comté est nommé en l'honneur de John Long Routt (en), dernier gouverneur du territoire du Colorado et premier gouverneur de l'État du Colorado.

## Démographie
| 1880 | 1890  | 1900  | 1910  | 1920  | 1930  |
| ---- | ----- | ----- | ----- | ----- | ----- |
| 140  | 2 369 | 3 661 | 7 561 | 8 948 | 9 352 |

| 1940   | 1950  | 1960  | 1970  | 1980   | 1990   |
| ------ | ----- | ----- | ----- | ------ | ------ |
| 10 525 | 8 940 | 5 900 | 6 592 | 13 404 | 14 088 |

| 2000   | 2010   | - | - | - | - |
| ------ | ------ | - | - | - | - |
| 19 690 | 23 509 | - | - | - | - |